# Blattella lindbergi
Blattella lindbergi är en kackerlacksart som först beskrevs av Lucien Chopard 1958.  Blattella lindbergi ingår i släktet Blattella och familjen småkackerlackor. Inga underarter finns listade.